# Ion de la Riva
Ion de la Riva Guzmán de Frutos (Caracas, Venezuela, 28 de enero de 1959) es un diplomático español. Embajador de España en Irlanda (desde 2022)

## Biografía
Licenciado en Derecho y en Ciencias Económicas y Empresariales, ingresó en la carrera diplomática (1983). Ha sido director y asesor ejecutivo del Gabinete del Ministro de Asuntos Exteriores, y vocal asesor y director del Gabinete del secretario de Estado para la Cooperación Internacional y para Iberoamérica. 
En 1991 fundó la Casa de América, y fue nombrado director de la Tribuna Americana del Consorcio Casa de América. Posteriormente, ocupó el cargo de Consejero Cultural y de Cooperación en la Embajada de España en Cuba, donde fundó el Centro Cultural de España. En 2001 fundó Casa Asia, consorcio público del que fue director general hasta junio de 2007.  
Fue embajador en Misión Especial para el Plan Asia y Pacífico (mayo de 2004-junio de 2007); Embajador de España en la India (junio de 2007-noviembre de 2010); Embajador de España en la Delegación Permanente ante la UNESCO en París (noviembre de 2010 a marzo de 2012). Ha sido el director general de FIND (2012-2014). Jefe del Gabinete de Cifra en el Ministerio de Asuntos Exteriores y Cooperación (2015). 
En 2022 fue nombrado embajador de España en Irlanda.

## Distinciones honoríficas
- Gran cruz de la Orden del Dos de Mayo (02/05/2009).